# NV Arena
L'NV Arena è uno stadio calcistico austriaco sito a Sankt Pölten, in Bassa Austria. Ha una capienza di 8.000 posti che possono aumentare a 13.000 posti.
Ha ospitato diverse edizioni dell'Austrian Bowl, finale del massimo campionato austriaco di football americano, il Girone B del campionato europeo A di football americano 2014 e la finale del campionato europeo A di football americano 2023.

## Calcio

### Incontri per nazionali

#### Qualificazioni al campionato mondiale di calcio femminile

##### Edizione 2015 - UEFA - Fase a gironi, gruppo 7
| Arbitro: | Olga Zadinová |

|                                           |           |                               |
| Tóth 14’ (aut.) Makas 12’, 20’ Burger 67’ | Marcatori | 27’ Zeller 42’ Sipos 51’ Rácz |

#### Qualificazioni al campionato europeo di calcio femminile

##### Edizione 2013 - Fase a gironi, gruppo 7
| Arbitro: | Saša Ihringová |

|                              |           |             |
| Aschauer 42’ Burger 47’, 79’ | Marcatori | 90+2’ Nadim |

##### Edizione 2017 - Fase a gironi, gruppo 8
| Arbitro: | Florence Guillemin |

|                                       |           |  |
| Schiechtl 25’ Puntigam 73’ Burger 86’ | Marcatori |  |

#### Qualificazioni al campionato europeo di calcio Under-21

##### Edizione 2015 - Gruppo 4
| Arbitro: | Erik Lambrechts |

|                         |           |  |
| Stöger 11’ Djuricin 33’ | Marcatori |  |

##### Edizione 2017 - Gruppo 7
| Arbitro: | Serdar Gözübüyük |

|                                           |           |                                     |
| Gregoritsch 9’ Schaub 21’ Schöpf 53’, 79’ | Marcatori | 33’, 64’ (rig.) Şeydayev 49’ Tašaev |

| Arbitro: | Gunnar Jarl Jónsson |

|                                                                                          |           |  |
| Grillitsch 45+1’ Gregoritsch 49’ (rig.) Friesenbichler 60’ Schöpf 75’ Wydra 90+5’ (rig.) | Marcatori |  |

### Incontri per club

#### UEFA Women's champions League

##### Edizione 2017-2018 - Fase a eliminazione diretta
| Arbitro: | Sandra Bastos |

|  |           |                                    |
|  | Marcatori | 23’ Stokes 31’ Houghton 35’ Parris |

##### Edizione 2018-2019 - Fase a eliminazione diretta
| Arbitro: | Rebecca Welch |

|                 |           |                                         |
| Vágó 65’ (rig.) | Marcatori | 4’ Bruun 20’ Diani 86’ Katoto 90’ Dudek |

##### Edizione 2019-2020 - Fase a eliminazione diretta
| Arbitro: | Anastasija Pustovojtova |

|                          |           |                                            |
| Scharnböck 82’ Zágor 84’ | Marcatori | 10’, 29’ (rig.), 75’ Kalma 22’ Van Weerden |

##### Edizione 2020-2021

###### Qualificazioni
| Arbitro: | Katarzyna Lisiecka-Sęk |

|                           |           |  |
| Klein 26’ Eder 61’ (rig.) | Marcatori |  |

| Arbitro: | Jelena Pejković |

|                 |           |  |
| Eder 60’ (rig.) | Marcatori |  |

###### Fase a eliminazione diretta
| Arbitro: | Ivana Martinčić |

|                      |           |  |
| Enziger 71’ Zver 75’ | Marcatori |  |

| Arbitro: | Anastasija Pustovojtova |

|  |           |                          |
|  | Marcatori | 26’ Berglund 42’ Larsson |

#### UEFA Europa League

##### Qualificazioni all'edizione 2014-2015
| Arbitro: | Jovan Kaludjerović |

|                 |           |  |
| Segovia 6’, 55’ | Marcatori |  |

| Arbitro: | Artur Dias |

|                              |           |                                   |
| Segovia 56’ Kerschbaumer 90’ | Marcatori | 28’ Locadia 69’ Depay 70’ de Jong |

##### Qualificazioni all'edizione 2016-2017
| Arbitro: | Fran Jović |

|             |           |          |
| Bajrami 34’ | Marcatori | 73’ Kóňa |

| Arbitro: | Pavle Radovanović |

|            |           |  |
| Starkl 41’ | Marcatori |  |

## Football americano

### Incontri per nazionali

#### Europeo A 2014
| Sankt Pölten 30 maggio 2014, ore 19:00 Incontro 1 | Germania   | 47 – 7 (7-0 17-0 16-7 7-0) referto                                   | Finlandia | NV Arena |
| A. Adegbesan 2':10" Q1 ( TD ) 22yd pass from M. Ehrenfried J. Hilgenfeldt Q1 ( pat ) J. Hilgenfeldt 0':00" Q2 ( FG ) J. Brenner 0':52" Q2 ( TD ) 23yd pass from M. Ehrenfried J. Hilgenfeldt Q2 ( pat ) T. Rauch 9':56" Q2 ( TD ) 50yd punt return J. Hilgenfeldt Q2 ( pat ) D. Washington 4':01" Q3 ( TD ) 6yd run F. Gaertner 5':17" Q3 ( TD ) 24yd run J. Hilgenfeldt Q3 ( pat ) J. Hilgenfeldt 11':06" Q3 ( FG ) F. Gaertner 0':47" Q4 ( TD ) 11yd pass from M. Engelmann J. Hilgenfeldt Q4 ( pat ) Marcatori V Kurvinen 7':23" Q3 ( TD ) 64yd pass from M. Kadmiry A. Olin Q3 ( pat ) Brad Arbon Allenatori Rick Rhoades |            |                                                                      |           |          |
| |            |                                                                      |           |          |
| A. Adegbesan 2':10" Q1 (TD) 22yd pass from M. Ehrenfried J. Hilgenfeldt Q1 (pat) J. Hilgenfeldt 0':00" Q2 (FG) J. Brenner 0':52" Q2 (TD) 23yd pass from M. Ehrenfried J. Hilgenfeldt Q2 (pat) T. Rauch 9':56" Q2 (TD) 50yd punt return J. Hilgenfeldt Q2 (pat) D. Washington 4':01" Q3 (TD) 6yd run F. Gaertner 5':17" Q3 (TD) 24yd run J. Hilgenfeldt Q3 (pat) J. Hilgenfeldt 11':06" Q3 (FG) F. Gaertner 0':47" Q4 (TD) 11yd pass from M. Engelmann J. Hilgenfeldt Q4 (pat) | Marcatori  | V Kurvinen 7':23" Q3 (TD) 64yd pass from M. Kadmiry A. Olin Q3 (pat) |           |          |
| Brad Arbon | Allenatori | Rick Rhoades                                                         |           |          |

| Sankt Pölten 1º giugno 2014, ore 16:00 UTC+2 Incontro 3 | Finlandia  | 16 – 13 (6-0 0-6 10-0 0-7) referto                                                                     | Svezia | NV Arena |
| A. Olin 5':33" Q1 ( FG ) 45yd A. Olin 9':41" Q1 ( FG ) 28yd A. Olin 2':22" Q3 ( FG ) 32yd V. Lehtonen 9':46" Q3 ( TD ) 15yd run A. Olin Q3 ( pat ) Marcatori F. Eklund 11':51" Q2 ( TD ) 30yd pass from P. Juhlin P. Juhlin 2':57" Q4 ( TD ) 6yd run O. Kimrin Q4 ( pat ) Rick Rhoades Allenatori Tuomas Heikkinen |            | |        |          |
| |            | |        |          |
| A. Olin 5':33" Q1 (FG) 45yd A. Olin 9':41" Q1 (FG) 28yd A. Olin 2':22" Q3 (FG) 32yd V. Lehtonen 9':46" Q3 (TD) 15yd run A. Olin Q3 (pat) | Marcatori  | F. Eklund 11':51" Q2 (TD) 30yd pass from P. Juhlin P. Juhlin 2':57" Q4 (TD) 6yd run O. Kimrin Q4 (pat) |        |          |
| Rick Rhoades | Allenatori | Tuomas Heikkinen                                                                                       |        |          |

| Sankt Pölten 3 giugno 2014, ore 19:00 UTC+2 Incontro 5 | Svezia     | 40 – 52 (0-14 12-14 14-7 14-17) referto | Germania | NV Arena |
| M. Johnsson 0':00" Q2 ( TD ) 14yd pass from P. Juhlin J. Wikström 5':59" Q2 ( TD ) 18yd pass from P. Juhlin A. Jobe 1':13" Q3 ( TD ) 29yd pass from P. Juhlin M. Johnsson Q3 ( tpc ) pass from P. Juhlin J. Wikström 7':03" Q3 ( TD ) 15yd run F. Isaksson 2':40" Q4 ( TD ) 6yd pass from A. Hermodsson O. Kimrin Q4 ( pat ) S. Albinsson 9':47" Q4 ( TD ) 12yd pass from A. Hermodsson O. Kimrin Q4 ( pat ) Marcatori D. Washington 5':04" Q1 ( TD ) 39yd run J. Hilgenfeldt Q1 ( pat ) M. Ehrenfried 6':45" Q1 ( TD ) 1yd run J. Hilgenfeldt Q1 ( pat ) D. Washington 2':22" Q2 ( TD ) 55yd run J. Hilgenfeldt Q2 ( pat ) D. Washington 6':39" Q2 ( TD ) 1yd run J. Hilgenfeldt Q2 ( pat ) D. Washington 5':33" Q3 ( TD ) 1yd run J. Hilgenfeldt Q3 ( pat ) J. Hilgenfeldt 0':00" Q4 ( FG ) 34yd D. Washington 6':06" Q4 ( TD ) 76yd run J. Hilgenfeldt Q4 ( pat ) D. Washington 9':38" Q4 ( TD ) 32yd run J. Hilgenfeldt Q4 ( pat ) Tuomas Heikkinen Allenatori Brad Arbon |            | |          |          |
| |            | |          |          |
| M. Johnsson 0':00" Q2 (TD) 14yd pass from P. Juhlin J. Wikström 5':59" Q2 (TD) 18yd pass from P. Juhlin A. Jobe 1':13" Q3 (TD) 29yd pass from P. Juhlin M. Johnsson Q3 (tpc) pass from P. Juhlin J. Wikström 7':03" Q3 (TD) 15yd run F. Isaksson 2':40" Q4 (TD) 6yd pass from A. Hermodsson O. Kimrin Q4 (pat) S. Albinsson 9':47" Q4 (TD) 12yd pass from A. Hermodsson O. Kimrin Q4 (pat) | Marcatori  | D. Washington 5':04" Q1 (TD) 39yd run J. Hilgenfeldt Q1 (pat) M. Ehrenfried 6':45" Q1 (TD) 1yd run J. Hilgenfeldt Q1 (pat) D. Washington 2':22" Q2 (TD) 55yd run J. Hilgenfeldt Q2 (pat) D. Washington 6':39" Q2 (TD) 1yd run J. Hilgenfeldt Q2 (pat) D. Washington 5':33" Q3 (TD) 1yd run J. Hilgenfeldt Q3 (pat) J. Hilgenfeldt 0':00" Q4 (FG) 34yd D. Washington 6':06" Q4 (TD) 76yd run J. Hilgenfeldt Q4 (pat) D. Washington 9':38" Q4 (TD) 32yd run J. Hilgenfeldt Q4 (pat) |          |          |
| Tuomas Heikkinen | Allenatori | Brad Arbon |          |          |

#### Europeo A 2023
| Sankt Pölten 28 ottobre 2023, ore 15:00 Finale | Austria   | 28 – 0 (0-0 7-0 7-0 14-0) referto | Finlandia | NV Arena (6400 spett.) |
| Haun 5':12" Q2 ( TD ) 9yd pass from Thury Schwarz Q2 ( pat ) Haun 4':37" Q3 ( TD ) 4yd pass from Thury Schwarz Q3 ( pat ) Bonatti 7':39" Q4 ( TD ) 11yd run Schwarz Q4 ( pat ) Haun 2':43" Q4 ( TD ) 35yd pass from Thury Schwarz Q4 ( pat ) Marcatori |           |                                   |           |                        |
| |           |                                   |           |                        |
| Haun 5':12" Q2 (TD) 9yd pass from Thury Schwarz Q2 (pat) Haun 4':37" Q3 (TD) 4yd pass from Thury Schwarz Q3 (pat) Bonatti 7':39" Q4 (TD) 11yd run Schwarz Q4 (pat) Haun 2':43" Q4 (TD) 35yd pass from Thury Schwarz Q4 (pat)                           | Marcatori |                                   |           |                        |

### Incontri per club

#### Austrian Bowl
| Sankt Pölten 26 luglio 2014, ore 19:00 CEST Austrian Bowl XXX | Vienna Vikings | 24 – 17 (7-7 7-7 3-3 0-0 7-0) | Tirol Raiders | NV Arena (3800 spett.) |
| Walch Q1 ( TD ) 14yd pass from Gross Kappel Q1 ( pat ) Postel Q2 ( TD ) 51yd pass from Gross Kappel Q2 ( pat ) Kappel Q3 ( FG ) 33yd Amadu OT1 ( TD ) 4yd run Kappel OT1 ( pat ) Marcatori Erlsbacher Q1 ( TD ) 12yd pass from van den Raadt Erlsbacher Q1 ( pat ) Erlsbacher Q2 ( TD ) 3yd run Erlsbacher Q2 ( pat ) Erlsbacher Q3 ( FG ) 36yd |                | |               |                        |
| |                | |               |                        |
| Walch Q1 (TD) 14yd pass from Gross Kappel Q1 (pat) Postel Q2 (TD) 51yd pass from Gross Kappel Q2 (pat) Kappel Q3 (FG) 33yd Amadu OT1 (TD) 4yd run Kappel OT1 (pat) | Marcatori      | Erlsbacher Q1 (TD) 12yd pass from van den Raadt Erlsbacher Q1 (pat) Erlsbacher Q2 (TD) 3yd run Erlsbacher Q2 (pat) Erlsbacher Q3 (FG) 36yd |               |                        |

| Sankt Pölten 21 luglio 2018, ore 19:00 Austrian Bowl XXXIV | Tirol Raiders | 51 – 48 (7-7 14-10 13-14 17-17) referto | Vienna Vikings | NV Arena (5500 spett.) |

| Sankt Pölten 27 luglio 2019, ore 19:00 Austrian Bowl XXXV | Tirol Raiders | 42 – 34 (0-7 21-21 14-0 7-6) referto | Vienna Vikings | NV Arena (5000 spett.) |

| Sankt Pölten 31 luglio 2021, ore 19:00 Austrian Bowl XXXVI | Vienna Vikings | 14 – 35 (0-14 0-14 0-0 14-7) referto | Tirol Raiders | NV Arena (3100 spett.) |
| Schwam 6':05" Q4 ( TD ) 13yd pass from Hrouda Tasic Q4 ( pat ) Straight 5':28" Q4 ( TD ) interception return Tasic Q4 ( pat ) Marcatori Shelton 3':19" Q1 ( TD ) 7yd pass from Schneider Schwarz Q1 ( pat ) Seeber 0':57" Q1 ( TD ) 4yd run Schwarz Q1 ( pat ) A. Platzgummer 9':38" Q2 ( TD ) 99yd pass from Shelton Schwarz Q2 ( pat ) Fink 5':01" Q2 ( TD ) 43yd pass from Shelton Schwarz Q2 ( pat ) Shelton 12':00" Q4 ( TD ) 1yd run Schwarz Q4 ( pat ) |                | |               |                        |
| |                | |               |                        |
| Schwam 6':05" Q4 (TD) 13yd pass from Hrouda Tasic Q4 (pat) Straight 5':28" Q4 (TD) interception return Tasic Q4 (pat) | Marcatori      | Shelton 3':19" Q1 (TD) 7yd pass from Schneider Schwarz Q1 (pat) Seeber 0':57" Q1 (TD) 4yd run Schwarz Q1 (pat) A. Platzgummer 9':38" Q2 (TD) 99yd pass from Shelton Schwarz Q2 (pat) Fink 5':01" Q2 (TD) 43yd pass from Shelton Schwarz Q2 (pat) Shelton 12':00" Q4 (TD) 1yd run Schwarz Q4 (pat) |               |                        |

| Sankt Pölten 30 luglio 2022, ore 19:00 Austrian Bowl XXXVII | Danube Dragons | 51 – 29 (3-7 21-7 0-7 27-8) referto | Vienna Vikings | NV Arena (4120 spett.) |
| Heidinger 6':03" Q1 ( FG ) 25yd Nacita 11':34" Q2 ( TD ) 3yd run Heidinger Q2 ( pat ) Nacita 10':21" Q2 ( TD ) 5yd run Heidinger Q2 ( pat ) Nacita 0':53" Q2 ( TD ) 13yd pass from Jeffries Heidinger Q2 ( pat ) Nacita 11':53" Q4 ( TD ) 14yd pass from Jeffries Jeffries 7':15" Q4 ( TD ) 19yd run Heidinger Q4 ( pat ) Schachner 6':44" Q4 ( TD ) 15yd interception return Heidinger Q4 ( pat ) Nacita 2':38" Q4 ( TD ) 1yd run Heidinger Q4 ( pat ) Marcatori Martin 2':15" Q1 ( TD ) 50yd pass from N. Hrouda Voznyak Q1 ( pat ) Jordan 7':53" Q2 ( TD ) 33yd pass from N. Hrouda Voznyak Q1 ( pat ) Wappl 5':18" Q3 ( TD ) 7yd pass from N. Hrouda Voznyak Q3 ( pat ) Jordan 5':29" Q4 ( TD ) 51yd pass from N. Hrouda Martin Q4 ( tpc ) pass from N. Hrouda |                | |                |                        |
| |                | |                |                        |
| Heidinger 6':03" Q1 (FG) 25yd Nacita 11':34" Q2 (TD) 3yd run Heidinger Q2 (pat) Nacita 10':21" Q2 (TD) 5yd run Heidinger Q2 (pat) Nacita 0':53" Q2 (TD) 13yd pass from Jeffries Heidinger Q2 (pat) Nacita 11':53" Q4 (TD) 14yd pass from Jeffries 7':15" Q4 (TD) 19yd run Heidinger Q4 (pat) Schachner 6':44" Q4 (TD) 15yd interception return Heidinger Q4 (pat) Nacita 2':38" Q4 (TD) 1yd run Heidinger Q4 (pat) | Marcatori      | Martin 2':15" Q1 (TD) 50yd pass from N. Hrouda Voznyak Q1 (pat) Jordan 7':53" Q2 (TD) 33yd pass from N. Hrouda Voznyak Q1 (pat) Wappl 5':18" Q3 (TD) 7yd pass from N. Hrouda Voznyak Q3 (pat) Jordan 5':29" Q4 (TD) 51yd pass from N. Hrouda Martin Q4 (tpc) pass from N. Hrouda |                |                        |

| Sankt Pölten 29 luglio 2023, ore 19:00 Austrian Bowl XXXVIII | Vienna Dragons | 14 – 13 (0-10 0-3 7-0 7-0) referto                                                                      | Vienna Vikings | NV Arena (4839 spett.) |
| Kinard 5':18" Q3 ( TD ) 3yd run Staltner Q3 ( pat ) Childress 0':10" Q4 ( TD ) 8yd pass from Thury Staltner Q4 ( pat ) Marcatori Wojta 11':51" Q1 ( TD ) 55yd run Voznyak Q1 ( pat ) Voznyak 8':18" Q1 ( FG ) 18yd Voznyak 0':57" Q2 ( FG ) 36yd |                | |                |                        |
| |                | |                |                        |
| Kinard 5':18" Q3 (TD) 3yd run Staltner Q3 (pat) Childress 0':10" Q4 (TD) 8yd pass from Thury Staltner Q4 (pat) | Marcatori      | Wojta 11':51" Q1 (TD) 55yd run Voznyak Q1 (pat) Voznyak 8':18" Q1 (FG) 18yd Voznyak 0':57" Q2 (FG) 36yd |                |                        |

#### Finali 3º - 4º posto AFL
| Sankt Pölten 30 luglio 2022, ore 15:00 Finale 3º - 4º posto | Prague Black Panthers | 40 – 21 (13-7 13-7 7-7 7-0) referto | Telfs Patriots | NV Arena |

#### Silver Bowl
| Sankt Pölten 26 luglio 2014, ore 15:00 Silver Bowl XVII | Vienna Vikings 2 | 49 – 20 (6-7 22-7 14-6 7-0) | Carinthian Lions | NV Arena (1150 spett.) |

| Sankt Pölten 21 luglio 2018, ore 15:00 Silver Bowl XXI | Vienna Knights | 13 – 17 (6-0 0-7 0-0 7-10) referto | Amstetten Thunder | NV Arena (2500 spett.) |

| Sankt Pölten 27 luglio 2019, ore 15:00 Silver Bowl XXII | Bratislava Monarchs | 10 – 17 (d.t.s.) (3-0 0-7 0-0 7-3 0-7) | Cineplexx Blue Devils | NV Arena |